# Nymula paulistina
Nymula paulistina är en fjärilsart som beskrevs av Hans Ferdinand Emil Julius Stichel 1910. Nymula paulistina ingår i släktet Nymula och familjen Riodinidae. Inga underarter finns listade i Catalogue of Life.